# Огіївська сільська рада (Старокостянтинівський район)
О́гіївська сільська́ ра́да — адміністративно-територіальна одиниця та орган місцевого самоврядування у Старокостянтинівському районі Хмельницької області. Адміністративний центр — село Огіївці.

## Загальні відомості
Огіївська сільська рада утворена в 1927 році.
- Територія ради: 29,328 км²
- Населення ради: 861 особа (станом на 2001 рік)

## Населені пункти
Сільській раді підпорядковані населені пункти:
- с. Огіївці
- с. Громівка
- с. Писарівка
- с. Половинники

## Склад ради
Рада складається з 14 депутатів та голови.
- Голова ради: Петрук Микола Ананійович
- Секретар ради: Бондарчук Любов Михайлівна

### Керівний склад попередніх скликань
| Прізвище, ім'я, по батькові | Основні відомості                                                                       | Дата обрання | Дата звільнення |
| --------------------------- | --------------------------------------------------------------------------------------- | ------------ | --------------- |
| Петрук Микола Ананійович    | Сільський голова, 1967 року народження, освіта середня спеціальна, член Народної партії | 26.03.2006   | 31.10.2010      |
| Петрук Микола Ананійович    | Сільський голова, 1967 року народження, освіта середня спеціальна, член Народної партії | 31.10.2010   |                 |

Примітка: таблиця складена за даними сайту Верховної Ради України

### Депутати
За результатами місцевих виборів 2010 року депутатами ради стали:

#### За суб'єктами висування
| Суб'єкт висування           | Кількість обраних депутатів | %    |
| --------------------------- | --------------------------- | ---- |
| Народна партія              | 6                           | 42,9 |
| Партія регіонів             | 5                           | 35,7 |
| Самовисування               | 2                           | 14,3 |
| Комуністична партія України | 1                           | 7,1  |

#### За округами
| № округу                    | Прізвище, ім'я, по батькові     | Дата визнання обраним | Освіта           | Партійна приналежність                        | Відомості про обраного депутата                         |
| --------------------------- | ------------------------------- | --------------------- | ---------------- | --------------------------------------------- | ------------------------------------------------------- |
| Комуністична партія України |                                 |                       |                  |                                               |                                                         |
| 3                           | Поліщук Петро Маркович          | 02.11.2010            | середня          | позапартійний                                 | Огіївська загальноосвітня школа, кочегар                |
| Народна Партія              |                                 |                       |                  |                                               |                                                         |
| 1                           | Іванюк Анатолій Денисович       | 02.11.2010            | середня          | член Народної партії                          | тимчасово не працює                                     |
| 4                           | Макарчук Любов Андріївна        | 02.11.2010            | незакінчена вища | член Народної партії                          | с. Половиники, молокоприймальник                        |
| 5                           | Охота Наталія Володимирівна     | 02.11.2010            | середня          | член Народної партії                          | тимчасово не працює                                     |
| 8                           | Синяк Наталія Василівна         | 02.11.2010            | середня          | член Народної партії                          | фельдшерсько-акушерський пункт с. Огіївці, санітарка    |
| 9                           | Сидорук Оксана Вікторівна       | 02.11.2010            | середня          | член Народної партії                          | тимчасово не працює                                     |
| 12                          | Кравчук Євгенія Олександрівна   | 02.11.2010            | незакінчена вища | член Народної партії                          | Клуб с. Писарівка, зав.клубом                           |
| Партія регіонів             |                                 |                       |                  |                                               |                                                         |
| 7                           | Ковтонюк Майя Петрівна          | 02.11.2010            | незакінчена вища | член Партії регіонів                          | тимчасово не працює                                     |
| 10                          | Бондарчук Любов Михайлівна      | 02.11.2010            | незакінчена вища | член Партії регіонів                          | Бібліотека с. Огіївці, зав. бібліотекою                 |
| 11                          | Сидорчук Олена Олександрівна    | 02.11.2010            | незакінчена вища | член Партії регіонів                          | тимчасово не працює                                     |
| 13                          | Бучко Галина Андріївна          | 02.11.2010            | незакінчена вища | член Партії регіонів                          | тимчасово не працює                                     |
| 14                          | Озійчук Людмила Іванівна        | 02.11.2010            | середня          | член Партії регіонів                          | с. Половиники, молокоприймальник                        |
| Самовисування               |                                 |                       |                  |                                               |                                                         |
| 2                           | Григоренко Оксана Олександрівна | 02.11.2010            | незакінчена вища | член Всеукраїнського об'єднання «Батьківщина» | Громівський клуб, зав сільським клубом                  |
| 6                           | Яцюк Галина Олексіївна          | 02.11.2010            | середня          | позапартійна                                  | фельдшерсько-акушерський пункт с. Половиники, санітарка |